# Jakob Horn
Jakob Horn (* 14. Februar 1867 in Rehbach, Odenwald; † 24. Februar 1946 ebenda) war ein deutscher Mathematiker, der sich mit Differentialgleichungen befasste.

## Leben
Horn war der Sohn eines Schreiners und Landwirts und konnte nur unter finanziellen Opfern der Eltern die höhere Schule in Michelstadt und Gießen besuchen. Er studierte ab 1884 Mathematik in Gießen und Berlin unter anderem bei Richard Baltzer, Moritz Pasch, Karl Weierstraß, Leopold Kronecker und Lazarus Fuchs und wurde 1889 in Heidelberg bei Leo Koenigsberger promoviert (Über die Convergenz der hypergeometrischen Reihen zweier und dreier Veränderlichen). Danach ging er an die Universität Freiburg, an der er sich 1890 habilitierte. 1892 erfolgte die Umhabilitation an der TH Berlin-Charlottenburg und 1900 wurde er ordentlicher Professor an der Bergakademie Clausthal. Von 1907 bis zur Emeritierung 1934 war er Professor an der TH Darmstadt. Im Jahr 1921 wurde er zum Mitglied der Leopoldina gewählt.
Jakob Horn leitete von 1918 bis 1924 die seit 1872 bestehende Hochschulbibliothek der TH Darmstadt. Dieses Amt versah er nebenamtlich.
Er galt als guter Lehrer, der zwei Göschen-Bände über Differentialgleichungen veröffentlichte. Spezielle hypergeometrische Reihen heißen nach ihm Horn-Funktionen.
1900 heiratete er die Tochter Anna (1870–1923) von Wilhelm Soldan, mit der er drei Töchter und zwei Söhne hatte. Soldan hatte ihn als Schüler an der Oberrealschule in Gießen, an der er Direktor war, gefördert.

## Schriften
- Über die Konvergenz der hypergeometrischen Reihen zweier und dreier Veränderlichen, Leipzig: B. G. Teubner 1889
- Über Systeme linearer Differentialgleichungen mit mehreren Veränderlichen: Beiträge zur Verallgemeinerungen der Fuchs’schen Theorie der linearen Differentialgleichungen, Mayer & Müller, 1890, Archive
- Gewöhnliche Differentialgleichungen beliebiger Ordnung, Göschen 1905, Archive (6. Auflage bearbeitet von Hans Wittich 1959)
- Einführung in die Theorie der partiellen Differentialgleichungen, Leipzig; Göschen 1910, 4. Auflage 1949, Archive
- Gewöhnlichen Differentialgleichungen, Göschen, 5. Auflage 1948